# Шлюз (станция)
Шлюз — узловая железнодорожная станция на 436-м километре главного хода Октябрьской железной дороги. Находится на территории Лихославльского района Тверской области. От станции начинается однопутный съезд на линию Лихославль — Торжок. В настоящее время, станция Шлюз включена в состав станции Лихославль в качестве 5-го парка путей (Лихославль — Парк — Шлюз).
Остановочный пункт Шлюз открыт в 1946 году. Предположение о возникновении названия по гидротехническому сооружению представляется неубедительным, так как вблизи станции отсутствуют крупные реки и водные пути сообщений. Более вероятно происхождение названия по соответствующему типу узловой станции.
В парке 4 пути: два главных и два приемо-отправочных.
На станции останавливаются пригородные электропоезда, следующие по маршруту Тверь — Бологое (5 по направлению на Тверь и 4 — на Бологое). Поезда дальнего следования на станции не останавливаются.
5 октября 1993 года новый опытный пассажирский тепловоз Коломенского завода ТЭП80-002 установил мировой рекорд скорости для тепловозов — на дистанции 48 км от станции Шлюз до станции Дорошиха приборы и видеокамера зафиксировали скорость 271 км/ч. Рекордную поездку под контролем специалистов ВНИИЖТ провел машинист Александр Манкевич.